# Производство кофе в Доминиканской Республике
Производство кофе в Доминиканской Республике базируется главным образом в высокогорных районах, которые составляют по меньшей мере половину площади острова. Основным сортом кофе, выращиваемым в стране, является арабика (известная на международном уровне как «мягкая»). Робуста также выращивается, но только примерно на 1,3 % площади земель, и потребляется локально.

## История
Кофе был впервые введен в сельское хозяйство на восточной части острова Эспаньола в 1715 году (когда эта территория являлась колонией Испании) и стал важной культурой для мелких фермеров. Его экспорт начался около 1872 года. 
В начале XX века табак, кофе, какао и сахарный тростник являлись основными экспортными культурами. В это время кофе выращивали главным образом в округе Пуэрто-Плата. 
В 1900 году экспорт кофе из Доминиканской Республики в 1900 году составил 3 951 539 фунтов, однако после начала первой мировой войны в 1914 году (и особенно после объявления Германией «неограниченной подводной войны» в 1915 году) экспорт товаров (в том числе, кофе) в Европу оказался затруднён. 
Важные кофейные зоны в 1918 году были в окрестностях городов Мока, Сантьяго и Бани, причем примерно 66 % урожая было экспортировано из Сан-Фелипе-де-Пуэрто-Плата.
Площадь под кофейными плантациями составляла 120 000 га (300 000 акров) (около 3 % земель под земледелием).
В 1970е - 1980е годы основой экономики страны оставалось сельское хозяйство, специализировавшееся на производстве продукции экспортных культур (главными из которых являлись сахар, кофе, какао и табак). В 1982 году сбор кофе составил 57 тыс. тонн.
С 1981 года площадь кофейных плантаций значительно сократилась. Существует пять крупных регионов производства кофе, четыре из которых находятся в холмистой местности — Центральный горный регион, Северный горный регион, горный хребет Нейба и горный хребет Бахоруко. В этом секторе работают от 40 000 до 50 000 фермеров.
В 2013 году, согласно статистическим данным ФАО, производство кофе составило 9 200 тонн, что составляло около 0,1 % мирового производства. Выращивался на площади 22 400 га (55 000 акров) с урожайностью 451 килограмм на га.